# University of Vermont

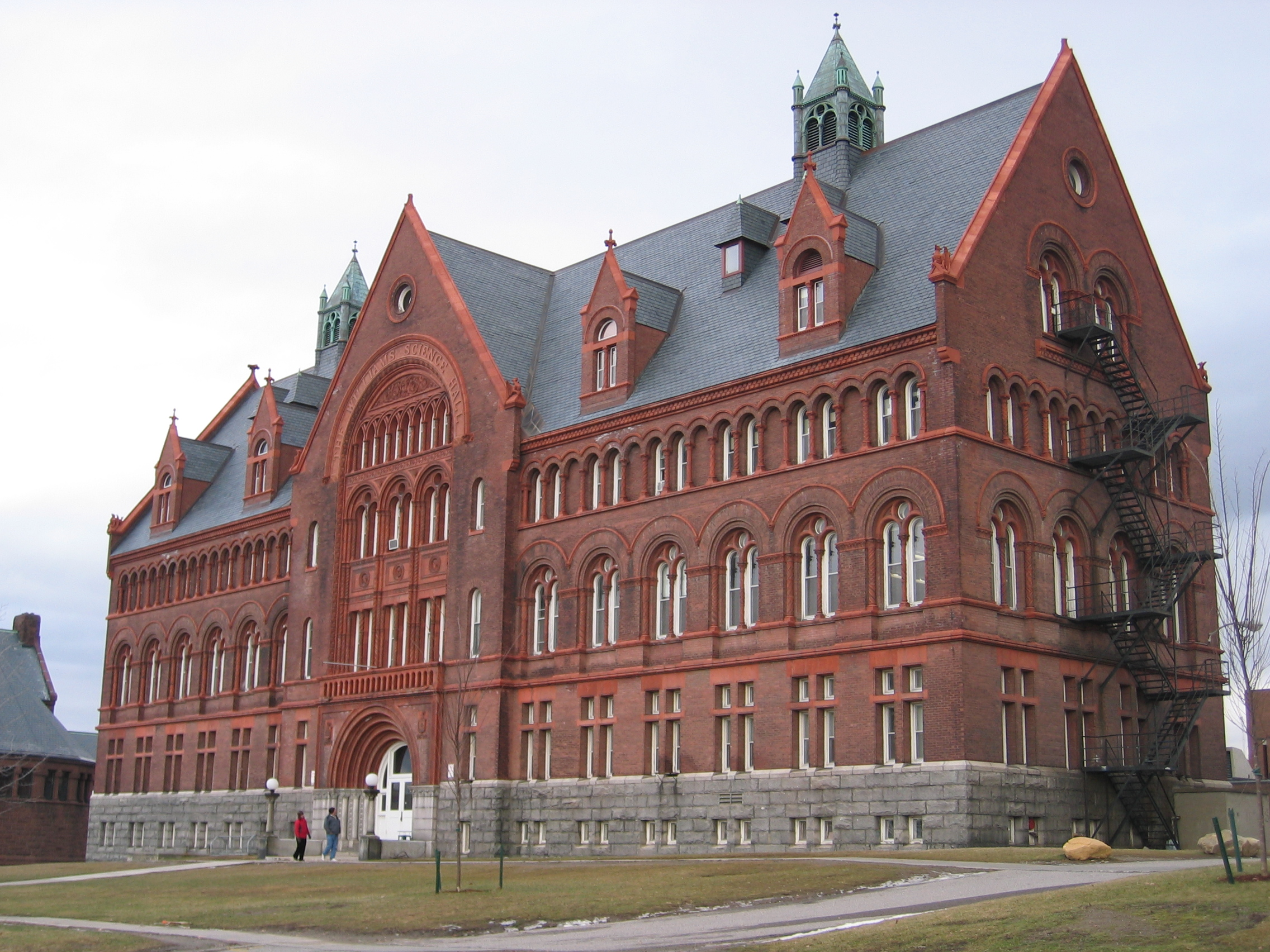
Das Gebäude Williams Hall der UVM

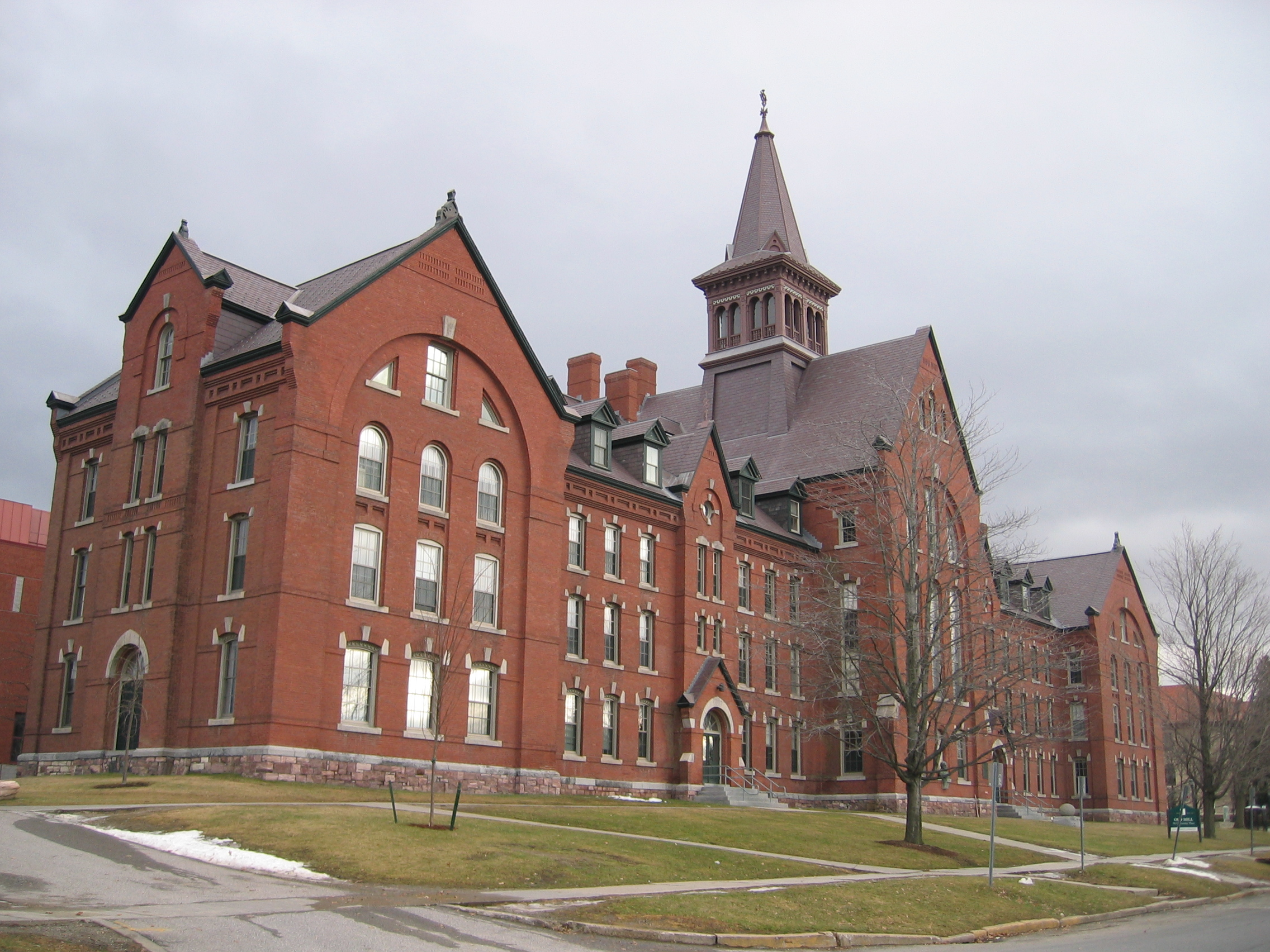
Das Gebäude Old Mill der UVM

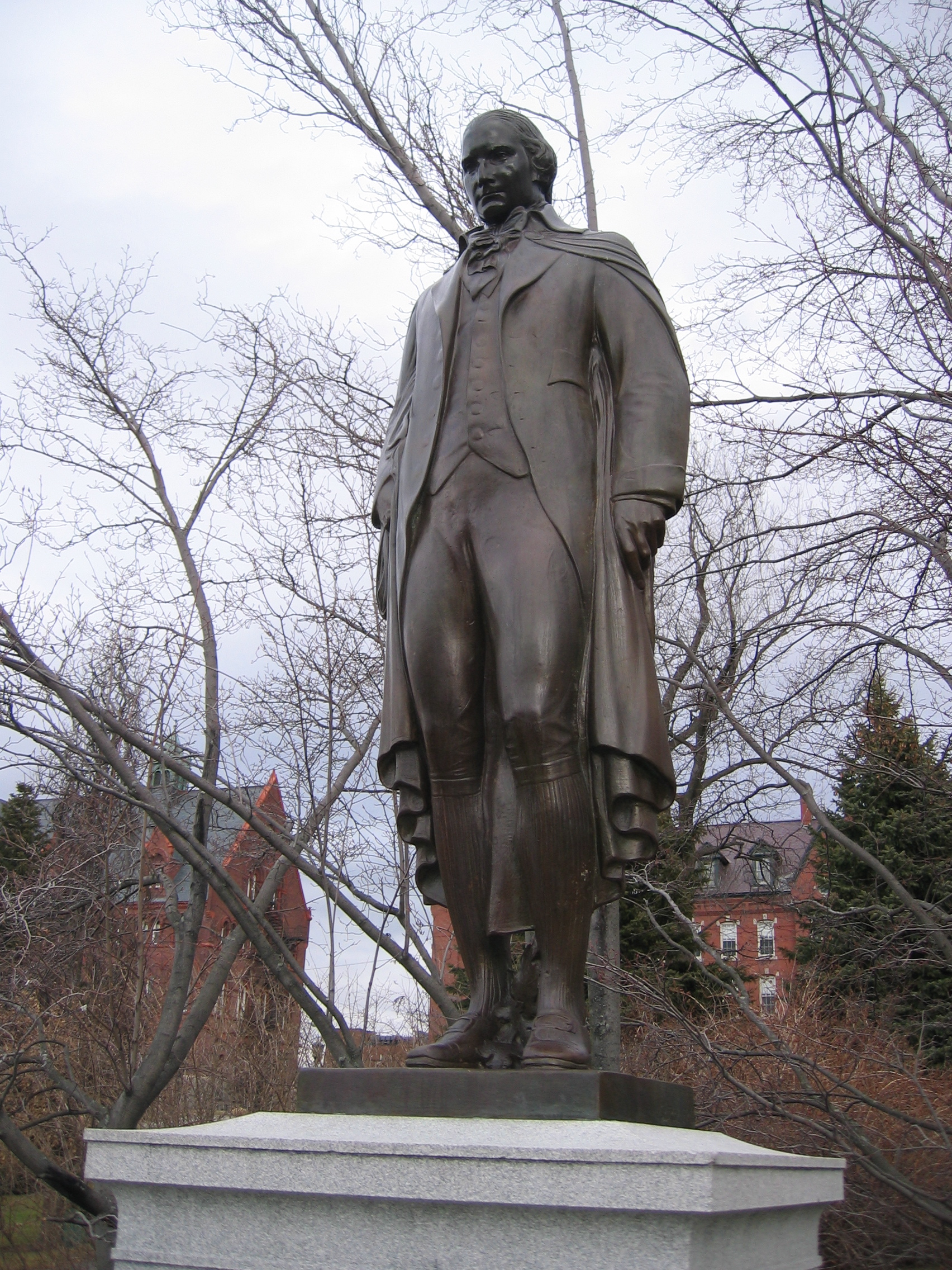
Statue von Ira Allen

Die University of Vermont (auch UVM nach ihrem lateinischen Gründungsnamen Universitas Viridis Montis) ist eine staatliche Universität in Burlington im Nordwesten des US-Bundesstaates Vermont. Mit etwas über 13.000 Studierenden ist sie die größte Universität in Vermont. Die Universität hat einen guten Ruf in den Fachrichtungen Biologie, Umwelt-, Agrar- und Lebenswissenschaften und wird auch als Public Ivy bezeichnet.

## Geschichte
Die Universität wurde 1791 durch die Initiative von Ira Allen als private Hochschule unter dem Namen University of the Green Mountains gegründet und ist die sechstälteste Hochschule in Neuengland. 1865 vereinigte sich die Universität mit dem Vermont Agricultural College als Land-grant University, wurde damit staatlich und besitzt seitdem den offiziellen Namen The University of Vermont and State Agricultural College.
Tom Sullivan war von Februar 2012 bis Mitte 2019 Präsident der UVM. Es gelang ihm während seiner Präsidentschaft, das Stiftungsvermögen der Universität um 80 % zu steigern.

## Zahlen zu den Studierenden und den Dozenten
Im Herbst 2021 waren 13.826 Studierende an der UVM eingeschrieben. Davon strebten 11.626 (84,1 %) ihren ersten Studienabschluss an, sie waren also undergraduates. Von diesen waren 62 % weiblich und 38 % männlich; 3 % bezeichneten sich als asiatisch, 1 % als schwarz/afroamerikanisch, 5 % als Hispanic/Latino und 83 % als weiß. 2.200 (15,9 %) arbeiteten auf einen weiteren Abschluss hin, sie waren graduates. Es lehrten 1.658 Dozenten an der Universität, davon 734 in Vollzeit und 924 in Teilzeit.
2012 waren es 13.097 Studierende gewesen.

## Sport
Die Sportteams der Universität nennen sich die Catamounts. Die UVM ist Mitglied der America East Conference. Die UVM bietet 20 verschiedene Sportarten an.
In folgenden Sportarten gibt es Frauen-Mannschaften: Basketball, Langlauf, Feldhockey, Eishockey, Lacrosse, Ski, Fußball, Softball, Schwimmen, Sporttauchen und Leichtathletik. Die Männer-Sportarten sind: Baseball, Basketball, Langlauf, Eishockey, Lacrosse, Ski, Fußball und Leichtathletik. Alle Mannschaften treten in der National Collegiate Athletic Association, Division I, an. Die meisten Teams spielen in der America East Conference, die Eishockeymannschaften in der Hockey East.
Die Mannschaften der UVM haben drei Mal in Folge den America East Academic Cup (2005, 2006, 2007) gewonnen. Damit ist die UVM die beste Universität in der America East Conference mit drei Titeln in Folge und insgesamt vier Titeln. Das Skiteam hat sechs nationale Meisterschaften und 31 EISA-Titel gewonnen.
Aus der Männer-Eishockeymannschaft sind insgesamt 12 NHL-Spieler hervorgegangen, unter anderem Torrey Mitchell,  Patrick Sharp, Martin St. Louis, Éric Perrin, Tim Thomas und Aaron Miller. Sharp, St. Louis, Perrin, Thomas und der ehemalige NHL-All-Star John LeClair gewannen in ihrer Karriere den Stanley Cup. St. Louis gewann zudem die Hart Trophy als MVP im Jahr 2004, zusammen mit der Art Ross Trophy (meiste Punkte), den Lester B. Pearson Award und den NHL Plus/Minus Award.
Aus den Männer- und Frauen-Basketballteams sind über 20 Profispieler hervorgegangen. Zwischen 2003 und 2007 reiste die Mannschaft fünf Mal zum Finale der America East Championship und konnte sich drei Mal in Folge den Titel sichern (2003–2005).
Im Jahr 2007 gewann das Fußball-Team der UVM den America-East-Conference-Titel.
Insgesamt 36 ehemalige Athleten der UVM haben in 16 Olympischen Spielen (13× Winter, 3× Sommer) teilgenommen und zusammen sechs Medaillen gewonnen.

## Bekannte Dozenten
- Daniel W. Gade - Professor für Geographie
- Bernd Heinrich (* 1940) - Professor für Biologie
- Raul Hilberg (1926–2007) - Historiker und Holocaustforscher
- Melanie Gustafson (* 1958) - Professorin für Geschichte, speziell der Frauenbewegung des 19. u. 20. Jahrhunderts
- Wolfgang Mieder (* 1944) - Professor für Germanistik und Folkloristik; über 100 Bücher zu Sprichwörtern und Märchen, darunter zahlreiche auch auf Deutsch; Co-Herausgeber des Auschwitz-Buchs mit David Scrase
- David Scrase (* 1939) - Professor für deutsche Literatur, Gründungsdirektor des UVM-Centers for Holocaust Studies; zahlreiche Bücher, auf Deutsch u. a.: Wilhelm Lehmann - Biographie, Wallstein Verlag, 2011; als Herausgeber (mit Wolfgang Mieder): "Nichts konnte schlimmer sein als Auschwitz!" Überlebende des Holocausts und ihre Befreier berichten, Donat Verlag, 2016; auf Deutsch in Vorbereitung: David Scrase, Autobiografie

## Bekannte Absolventen
Politik und Verwaltung
- Pedro Albizu Campos (1891–1965) - Präsident der Puerto Rican Nationalist Party
- Grace Coolidge (1879–1957) - First Lady der Vereinigten Staaten von 1923 bis 1929
- Madeleine M. Kunin (* 1933) - 1985 bis 1991 Gouverneurin von Vermont
- John E. Osborne (1858–1943) - 1895 bis 1897 Gouverneur von Wyoming
- Henry J. Raymond (1820–1869) - Politiker und Journalist
- Jody Williams (* 1950) - Friedensnobelpreisträgerin 1997

Kultur und Kunst
- Mark Boone Junior (* 1955) - Schauspieler
- John Dewey (1859–1952) - Philosoph und Pädagoge
- David Franzoni (* 1947) - Drehbuchautor und Filmproduzent
- Annie Proulx (* 1935) - kanadisch-US-amerikanische Schriftstellerin
- Kerr Smith (* 1972) - Schauspieler

Sport
- Stacey Blumer (* 1969) - Freestyle-Skierin
- Barbara Ann Cochran (* 1951) - Skirennläuferin, 1972 Olympiasiegerin im Slalom
- Albert Gutterson (1887–1965) - Leichtathlet, 1912 Olympiasieger im Weitsprung
- Billy Kidd (* 1943) - Skirennläufer, 1970 Weltmeister in der Kombination
- John LeClair (* 1969) - Eishockeyspieler
- Kevan Miller (* 1987) - Eishockeyspieler
- Martin St. Louis (* 1975) - Eishockeyspieler in der NHL
- Torrey Mitchell (* 1985) - kanadischer Eishockeyspieler
- Éric Perrin (* 1975) - Eishockeyspieler
- Patrick Sharp (* 1981) - Eishockeyspieler
- Tim Thomas (* 1974) - Eishockeyspieler
- Theresa Schafzahl (* 2000) - Eishockeyspielerin
- Amanda Pelkey  (* 1993) - Eishockeyspielerin, Olympiasiegerin